# Belägringen av Weissenstein
Belägringen av Weissenstein ägde rum från den 31 maj till den 30 september 1602 under det Andra polska kriget. Två veckor efter erövringen av Fellin ledde hetmanen Jan Zamoyski den polsk-litauiska armén på 2 000 man för att belägra och intaga Weissenstein (numera känt som Paide i Estland). Weissenstein, en viktig knutpunkt i Estland, var ett område av strategisk betydelse för både Polen och Sverige. Slottet ligger bland träskmarker och byggdes under den tyska ordenstiden, hade starkt artilleri och försvarades av 700 soldater, lokala bönder och stadsbor. Weissenstein var en muromgärdad stad med 30-meterstorn i hörnen och med höga bastioner.
Befästningen återtogs 1607 av svenskarna.